# KISS (松下洸平の曲)
『KISS』（キス）は、松下洸平の楽曲。2022年3月14日に配信限定シングルとしてビクターエンタテインメントよりリリースされた。

## 概要
2022年1月20日開催のライブツアー『KOUHEI MATSUSHITA LIVE TOUR 2022 ～CANVAS～』ファイナル公演にて、配信限定シングルとしてリリースされることが発表された。2月13日の配信イベント『バレンタインオンライントーク&ライブ』にてリリース日を3月14日と発表した。
3月23日にリリックビデオを公開。絵本アニメクリエイターユニットtwotwotwoが制作した。

## 収録曲
| #  | タイトル | 作詞・作曲 | 編曲             | 時間 |
| -- | -------- | ---------- | ---------------- | ---- |
| 1. | 「KISS」 | 松下洸平   | カンノケンタロウ | 4:59 |

## 楽曲解説
松下自身の作詞・作曲によるシングル曲は本楽曲が初。7年前の2015年に制作され、過去にライブで披露されていた。制作当初はタイトルが「キス」表記でピアノの弾き語りのバラード曲だった。音源化にあたり歌詞の一部を変更し、アレンジはNulbarichのギターのカンノケンタロウが手掛けた。
女性視点のラブソングで「切ない女性の気持ちを歌った曲」とコメントしている。